# Zdzisław Rudzki
Zdzisław Bohdan Rudzki (ur. 19 marca 1879 w Miechowie, zm. 3 marca 1952 w Cieszynie) – polski przyrodnik i nauczyciel. Pierwszy dyrektor Królewsko-Polskiego Gimnazjum im. Stefana Batorego w Warszawie (1918−1929).

## Życiorys
Był synem Aleksandra (prawdopodobnie nauczyciela) oraz Anieli z Frankowskich. W 1880 roku rodzina przeniosła się do Kielc, gdzie w 1898 roku ukończył gimnazjum. Studiował na Wydziale Fizyczno-Matematycznym Cesarskiego Uniwersytetu Warszawskiego, studia ukończył w 1904 roku. Od 1906 roku pracował jako nauczyciel przyrody w warszawskich prywatnych gimnazjach. W roku szkolnym 1914/ 1915 miał zostać dyrektorem Gimnazjum im. Stanisława Staszica, jednak po wybuchu pierwszej wojny światowej został zmobilizowany do służb kwatermistrzowskich armii rosyjskiej. Wiosną 1918 roku wrócił do Warszawy i zajął stanowisko starszego referenta szkolnictwa średniego w Ministerstwie Wyznań Religijnych i Oświecenia Publicznego.
W pierwszych dniach sierpnia 1918 roku minister Antoni Ponikowski powierzył mu zadanie zorganizowania w Warszawie nowej państwowej szkoły średniej. 1 września 1918 roku w „Dzienniku Urzędowym Ministerstwa Wyznań Religijnych i Oświecenia Publicznego” opublikowano akt organizacyjny szkoły, powołujący Królewsko-Polskie Gimnazjum imienia Stefana Batorego, podpisany przez Antoniego Ponikowskiego oraz Tadeusza Łopuszańskiego, szefa sekcji szkolnictwa średniego. 28 września 1918 roku szkoła została otwarta w gmachu dawnego IV Gimnazjum Żeńskiego przy ul. Kapucyńskiej; 11 listopada 1918 roku otrzymała nazwę Państwowe Gimnazjum im. Stefana Batorego.
Dążył do utworzenia szkoły wzorcowej, dobierając zespół nauczycieli na możliwie najwyższym poziomie. Zabiegał o budowę nowoczesnego gmachu, który wzniesiono w latach 1922−1924 z funduszy publicznych, według projektu Tadeusza Tołwińskiego. Nowy budynek przy ul. Myśliwieckiej 6 wyposażono w liczne pracownie i basen pływacki, powstał także szkolny ogród botaniczny. 15 września 1924 roku nastąpiło otwarcie nowego gmachu, co było największym osiągnięciem Rudzkiego. Utworzenie w krótkim czasie nowoczesnej szkoły było możliwe dzięki jego dużej  energii i ambicji, pozycji w środowisku nauczycielskim oraz powiązaniu z ówczesną elitą władzy. 
Niekorzystne dla niego zmiany polityczne, spowodowały, iż rok po uroczystych obchodach dziesięciolecia szkoły, jako zwolennik Narodowej Demokracji, został przeniesiony w stan nieczynny przez Sławomira Czerwińskiego, Ministra Wyznań Religijnych i Oświecenia Publicznego, z dniem 1 września 1929 roku. 29 września 1929 roku w sali Naczelnej Organizacji Technicznej odbyło się uroczyste pożegnanie dyrektora Rudzkiego, na którym wręczono mu podpisany przez zebranych adres. Pomimo apeli, memoriału podpisanego przez 175 osób, bezpośrednich rozmów Koła Matek z ministrem, postanowieniem z 8 grudnia 1929 roku został przeniesiony z dniem 28 lutego 1930 w stan spoczynku wraz z siedmioma dyrektorami szkół średnich z innych miast.
W latach 1930−1939 pracował jako dyrektor Instytutu Przemysłowo-Rzemieślniczego w Muzeum Przemysłu i Rolnictwa w Warszawie. Wojnę przeżył w Warszawie, po upadku powstania warszawskiego dotarł przez obóz w Pruszkowie do Kielc, następnie do Prokocimia. W latach 1946−1949 pracował jako dyrektor administracyjny w Wyższe Szkoła Gospodarstwa Wiejskiego w Cieszyne. W 1949 roku zwolniony z powodu przewlekłej choroby, był wspierany zapomogą finansową przez wychowanków Gimnazjum im. Stefana Batorego. 
Zmarł 3 marca 1952 roku. Został pochowany na cmentarzu Komunalnym w Cieszynie (sektor VIII-3-4).
7 października 1995 roku odsłonięto grobowiec dyrektora Rudzkiego, zaprojektowany przez Zbigniewa Wilmę. Jest to obiekt z granitu strzegomskiego, przedstawiający otwartą księgę, u góry której umieszczono fragment krzyża z czarnego szwedzkiego granitu. Na krzyżu herb królewski Stefana Batorego oraz napis:
„ŚP Zdzisław Rudzki 19 III 1879 - 3 III 1952”. A na granitowej księdze: „Pedagog, 1918 rok organizator i pierwszy dyrektor Państwowego Gimnazjum im. króla Stefana Batorego w Warszawie. Komandor Orderu Polonia Restituta w 1925
roku. Batoracy 1995”.

## Ordery i odznaczenia
- Krzyż Komandorski Orderu Odrodzenia Polski (30 kwietnia 1925)[13]